# Gabinete von Schleicher
El Gabinete von Schleicher constituyó el gobierno de jure de la República de Weimar entre el 3 de diciembre de 1932 y el 28 de enero de 1933 tras la renuncia de Franz von Papen. El gabinete estaba compuesto por antiguos ministros de von Papen que representaban a muchos independientes, de derecha o al Partido Popular Nacional Alemán (DNVP). El gabinete fue sucedido por el Gabinete Hitler después de la renuncia de Schleicher. Éste sería el último gobierno de Weimar antes del surgimiento del Tercer Reich.

## Composición
El gabinete estaba compuesto por los siguientes ministros:
| Cargo                             | Titular                         | Periodo                                      | Partido       |
| --------------------------------- | ------------------------------- | -------------------------------------------- | ------------- |
| Reichspräsident                   | Paul von Hindenburg             | 3 de diciembre de 1932 – 28 de enero de 1933 | Independiente |
| Canciller                         | Kurt von Schleicher             | 3 de diciembre de 1932 – 28 de enero de 1933 | Independiente |
| Vicecanciller                     | Vacante                         | 3 de diciembre de 1932 – 28 de enero de 1933 | Independiente |
| Ministro de Relaciones Exteriores | Konstantin von Neurath          | 3 de diciembre de 1932 – 28 de enero de 1933 | Independiente |
| Ministro del Interior             | Franz Bracht                    | 3 de diciembre de 1932 – 28 de enero de 1933 | Centro        |
| Ministro de Finanzas              | Lutz Graf Schwerin von Krosigk  | 3 de diciembre de 1932 – 28 de enero de 1933 | Independiente |
| Ministro del Reichswehr           | Kurt von Schleicher             | 3 de diciembre de 1932 – 28 de enero de 1933 | Independiente |
| Ministro de Economía              | Hermann Warmbold                | 3 de diciembre de 1932 – 28 de enero de 1933 | Independiente |
| Ministro de Agricultura           | Magnus von Braun                | 3 de diciembre de 1932 - 28 de enero de 1933 | DNVP          |
| Ministro de Justicia              | Franz Gürtner                   | 3 de diciembre de 1932 – 28 de enero de 1933 | DNVP          |
| Ministro de Trabajo               | Friedrich Syrup                 | 3 de diciembre de 1932 – 28 de enero de 1933 | Independiente |
| Ministro de Asuntos Postales      | Paul Freiherr von Eltz-Rübenach | 3 de diciembre de 1932 – 28 de enero de 1933 | Independiente |
| Ministro de Transporte            | Paul Freiherr von Eltz-Rübenach | 3 de diciembre de 1932– 28 de enero de 1933  | Independiente |
| Ministro de Empleo                | Günther Gereke                  | 3 de diciembre de 1932 – 28 de enero de 1933 | Independiente |
| Ministro sin cartera              | Johannes Popitz                 | 3 de diciembre de 1932 – 28 de enero de 1933 | Independiente |

## Acciones
Durante el corto tiempo de Schleicher como canciller, intentó evitar el surgimiento del NSDAP ofreciendo a Hitler la cancillería a cambio de que permaneciera como ministro de defensa, sin embargo, esto fue rechazado. Schleicher finalmente acordó un acuerdo en el que Hitler se convertiría en canciller, von Papen se convertiría en vicecanciller y el gabinete estaría compuesto por miembros no pertenecientes al NSDAP. Schleicher también intentó dividir el NSDAP al convencer a Gregor Strasser de que se fuera ofreciéndole la Vicecancillería y el control de Prusia. Después de que fracasaron las negociaciones con Strasser, fue a Hindenburg con una propuesta para declarar un estado de emergencia para controlar el NSDAP y disolver el Reichstag, pero Hindenburg se negó. Su última acción como canciller fue pedirle a Hindenburg una vez más que declarara un estado de emergencia y cuando esto fue rechazado una vez más, renunció.

### Estado de Emergencia
El objetivo principal de Schleicher durante su cancillería era que Hindenburg declarara un Estado de emergencia para evitar que Hitler ganara el poder, evitar otras elecciones y restablecer la estabilidad del gobierno de Weimar. Sin embargo, no declararía un estado de emergencia con su autoridad y Hindenburg estaba preocupado de que pudiera ser acusado por hacerlo. Para enero, varios líderes del partido exigían otras elecciones, y el líder del Partido de Centro afirmó que sería inconstitucional detener las elecciones si no hubiera necesidad de un estado de emergencia. Tras la renuncia de Schleicher, las elecciones se celebraron en marzo y el NSDAP obtuvo 92 escaños más.
- Datos: Q513692